# Dacnis ventregroga
La dacnis ventregroga (Dacnis flaviventer) és una espècie d'au passeriforme de la família Thraupidae. Es distribueix per la conca amazònica i la de l'Orinoco: Colòmbia, Veneçuela, l'Equador, el Perú, Bolívia i el Brasil.

## Hàbitat
Habita les copas dels arbres de la selva, arreu de les zones dels límits del bosc, normalment viu prop de rius i a illes fluvials.
Sol veure's en parelles, tot i que a vegades se'l pot veure en estols junt amb altres espècies.

## Descripció
Amida 11,3 cm de longitud. L'iris el té de color vermell. El mascle té una mena de corona i la nuca és de color verd; el seu plomatge és groc a les parts inferiors i la gropa, amb màscara, ales i coa negres. La fembra presenta les parts superiors d'un olivaci; les parts inferiors són d'un gris clar amb matisos marronosos o groguencs i unes poques estries fosques.

## Alimentació
S'alimenta d'insectes, fruites petites i de nèctar de les flors.

## Reproducció
Arriba a la maduresa sexual als 10 mesos. La fembra pon entre 2 i 3 ous i els pollets neixen després de 13 dies.